# Ernesto Figueiredo
Ernesto Figueiredo Cordeiro (Tomar, 6 luglio 1937) è un ex calciatore portoghese, di ruolo attaccante.

## Carriera
Con la Nazionale portoghese ha preso parte ai Mondiali del 1966.

## Palmarès

### Club

#### Competizioni nazionali
- Campionato portoghese: 2

Sporting Lisbona: 1961-1962, 1965-1966
- Coppa del Portogallo: 1

Sporting Lisbona: 1962-1963
- Taça Ribeiro dos Reis: 2

Vitoria Setubal: 1968-1969, 1969-1970

#### Competizioni internazionali
- Coppa delle Coppe: 1

Sporting Lisbona: 1963-1964
- Pequeña Copa del Mundo: 1

Vitoria Setubal: 1970

### Individuale
- Capocannoniere del campionato portoghese: 1

1965-1966 (25 gol)